# Gran Rebote
El Gran Rebote (del inglés: Big Bounce) es una teoría o modelo científico relacionado con la formación del universo conocido. Se deriva del modelo cíclico o universo oscilante interpretación del Big Bang donde el evento cosmológico primero fue el resultado del colapso de un universo anterior.

## Expansión y contracción
Según algunos teóricos del universo oscilante, el Big Bang fue simplemente el comienzo de un período de expansión al que siguió un período de contracción. Desde este punto de vista, se podría hablar de un Big Crunch, seguido de un Big Bang, o, más sencillamente, un Gran Rebote. Esto sugiere que podríamos estar viviendo en el primero de todos los universos, pero es posible que estemos viviendo en el universo número dos mil millones (o cualquiera de una secuencia infinita de universos).
La idea principal detrás de la teoría cuántica de un gran rebote es que, a medida que aumenta y aumenta la densidad, el comportamiento de la "espuma cuántica" cambia. Todas las llamadas constantes físicas fundamentales, incluida la velocidad de la luz en el vacío, no eran tan constantes durante el Big Crunch, especialmente en el intervalo de estiramiento 10  -43  segundos antes y después del punto de inflexión. (Una unidad de tiempo de Planck es de aproximadamente 10−43 segundos.)
Si las constantes físicas fundamentales se determinaron en una manera quanto-mecánica durante la contracción Big Crunch, entonces sus valores aparentemente inexplicables en este universo no serían tan sorprendentes, entendiendo aquí que un universo es el que existe entre un Big Bang y su Big Crunch.

## Propuestas teóricas que incluyen ciclos cosmológicos
Martin Bojowald, profesor titular de física en la Universidad Estatal de Pensilvania, publicó una propuesta teórica en julio de 2007 en cierta manera relacionada con la gravedad cuántica de bucles que pretendía resolver matemáticamente la cuestión del tiempo antes del Big Bang, lo que daría nuevo peso a las teorías del universo oscilatorio y del Gran Rebote.
Uno de los principales problemas de la teoría del Big Bang es que, en el momento del Big Bang, hay una singularidad con cero volumen y energía infinita. Esto normalmente se interpreta como el final de la física tal como la conocemos, en este caso, de la teoría de la relatividad general. Por ello, se espera que los efectos cuánticos se vuelvan importantes y eviten la singularidad.
Sin embargo, la investigación en cosmología cuántica de bucles pretendía demostrar que un universo existente previo colapsó, pero no hasta el punto de la singularidad, sino a un punto anterior a que, cuando los efectos cuánticos de gravedad llegan a ser tan fuertemente repulsivos que el universo "rebota", formando una nueva rama. A lo largo de este colapso y rebote, la evolución es unitaria.
Bojowald afirma también que algunas de las propiedades del universo que colapsó para formar el nuestro también se pueden determinar. Sin embargo, algunas propiedades del universo anterior no son determinables debido a algún tipo de principio de incertidumbre.
Este trabajo está todavía en sus primeras etapas muy especulativas. Algunas adiciones de otros científicos más han sido publicados en la revista Physical Review,Letters.
Peter Lynds ha presentado recientemente un nuevo modelo cosmológico en el que el tiempo es cíclico. En su teoría nuestro universo finalmente detiene la expansión y a continuación comienza la contracción. Antes de convertirse en una singularidad, como cabría esperar de la teoría del agujero negro de Hawking, el universo rebotaría justo antes de que se convierta en una singularidad. Lynds considera que una singularidad violaría la segunda ley de la termodinámica y esto impide que el universo sea atrapado por las singularidades. El Big Crunch podría evitarse con un nuevo Big Bang. Lynds considera que la historia exacta del universo se repetiría en cada ciclo. Algunos críticos piensan que aunque el universo pueda ser cíclico, las historias de todos serían variantes, unas de otras.
Roger Penrose, de la Universidad de Oxford, ha descubierto unos extraños «círculos concéntricos» en el fondo cósmico de microondas que pueden ser «atisbos» de un cosmos primitivo. Penrose explica en un artículo publicado en ArXiv.org, que tras analizar los datos del satélite WMAP, ciertos patrones circulares que aparecen en el fondo de microondas cósmico sugieren, ni más ni menos, que el espacio y el tiempo no empezaron a existir en el Big Bang, sino que nuestro universo existe en un ciclo continuo de "rebotes" que él llama "eones". Y según Penrose, lo que actualmente se percibe como nuestro universo, no es más que uno de esos eones: hubo otros antes del Big Bang y habrá otros después. Penrose, con el apoyo del científico armenio Vahe Gurzadyan, llama a esta teoría "Cosmología cíclica conforme".

## Objeciones
Una de las principales objeciones para el Big Bounce es la evidencia que ha ido acumulando de que nuestro universo está destinado a un Big Freeze o una muerte térmica en lugar de un Big Crunch. Sin embargo, esta evidencia no excluye la posibilidad de que nuestro Big Bang fuera precedido por el último Big Crunch, por lo menos la última en nuestra vecindad.
Otra objeción importante es que un gran rebote podría revertir la entropía por restablecer el estado del universo, violación de la segunda ley de la termodinámica. Además, el colapso en una singularidad destruiría la mayor parte de la información en el universo anterior.
Por otra parte, sigue siendo una posibilidad que una mejor comprensión de la espuma cuántica pueda dar lugar a una re-interpretación de las pruebas sobre el destino de nuestro universo.

## Muerte térmica y ciclos
La muerte térmica del universo es el resultado esperado si la expansión del universo dura indefinidamente, ya que la energía del mismo se repartirá en un espacio cada vez más grande por lo cual la energía por unidad de volumen relacionada con la temperatura seguiría decreciendo indefinidamente. Además el colapso de gran parte de la materia en agujeros negros que acabarían por atrapar los pocos fotones que quedaran libres, implicaría que la luminosidad del universo se iría apagando progresivamente.
La expansión del universo es la primera y más poderosa fuerza que se desató en el big bounce, dando un impulso a la materia a través del espacio infinito a velocidades gigantescas, y hacia todas las direcciones. Una cantidad de materia finita, con una energía finita y una densidad realmente monstruosa crearon lo que llamamos universo.
Para cuando llegue la muerte térmica, la expansión se habrá ido frenando a través de los billones de años, quizá mucho más y cuando termine esta expansión, marcará hasta donde puede llegar la materia desde el punto en el que ocurrió el big bounce, lo que quiere decir que el universo no acaba donde acaba la materia, sino que probablemente sea lo único infinito que existe, un gran abismo, más allá de nuestro alcance de comprensión.
Con la contracción de universo, y otros tantos billones de años, la gravedad entre la materia hará su trabajo para volver a reunirla y crear lo que sería absolutamente inimaginable para cualquier ser humano, toda la materia del universo contrayéndose sobre sí misma, alcanzando temperaturas que nunca conoceremos, y la materia regresando a su estado inicial, como una recarga de pilas. Suceso que daría paso a un nuevo Big Bang.
No se sabe cuanto tiempo permaneció la materia en este estado, puede que fueran miles de millones de años, mientras la materia se reunía en un agujero negro supermasivo, y aún después, haría falta mucho más tiempo para que el agujero negro estallase, según la teoría de Hawking sobre la explosión de los agujeros negros, teniendo en cuenta la magnitud del agujero negro en cuestión, con la totalidad de masa del universo en su interior.
Así que resumiendo la historia de nuestro mundo:[cita requerida]
Periódicamente la materia del universo estalla, llega lo lejos que puede en todas direcciones mientras se consume la energía y se enfría, luego vuelve a caer toda hacia el centro, se une, y vuelve a explotar. Lo que lleva a deducir:
1. la materia es finita;
2. la energía también es finita;
3. el universo es infinito;
4. el ciclo podría ser eterno.